# Schloss Thierbach

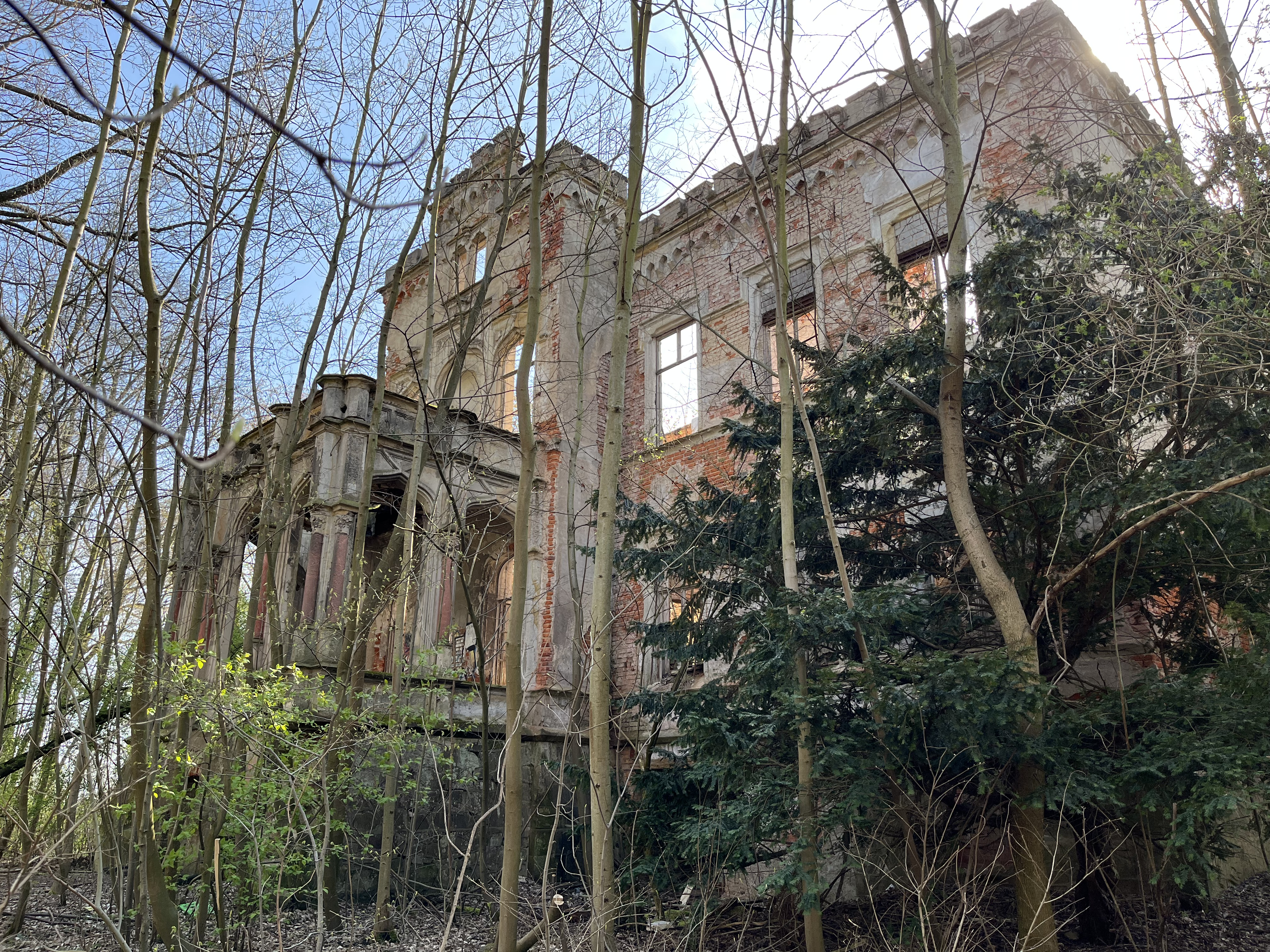
Schloss Thierbach

Das Schloss Thierbach ist eine leerstehende Schlossruine in Thierbach, einem Ortsteil von Kitzscher im Landkreis Leipzig in Sachsen. Das Schloss befindet sich in Privatbesitz. Erhalten sind die reich verzierten Außenwände mit Ecktürmen, Teile der inneren Wände und der Schlosskeller. Das Dach und die hölzernen Zwischendecken sind vollständig eingestürzt. Die englische Parkanlage mit Schlossteich ist nur in groben Zügen erhalten. In der Fachliteratur wird es als hervorragendes Beispiel neogotischer Architektur und als Kulturdenkmal von besonderem Rang bezeichnet. Es ist das einzig bekannte Bauwerk dieser Art im südlichen Raum von Leipzig und zählt zu den jüngsten Schlossbauten Sachsens.

## Lage
Das Schloss Thierbach liegt in der Landstraße 10 am südlichen Rand von Thierbach zwischen dem alten Rittergut und dem Sportplatz Thierbach. Auf dem Gelände befinden sich auch zwei leerstehende Mehrfamilienhäuser mit Garagen. Die gesamte Anlage ist dicht mit Buschwerk und Gehölz bewachsen.

## Architektur
Es handelt sich um einen zweigeschossigen Bau auf hohem Sockel mit rechteckigem Grundriss. Aufgrund seiner Bauzeit ist das Gebäude dem Historismus und der Neugotik zuzuordnen. Die Umsetzung der Tudorgotik am Schloss Thierbach zeichnet sich durch eine besondere Stilreinheit aus, welche in Sachsen einmalig ist. An Parkseite und Straßenseite ist die Fassade durch einen Mittelrisalit untergliedert, welcher mit einem Staffelgiebel abgeschlossen ist. Der Eingangsbereich ist mit einem begehbaren säulengetragenen Vorbau (Altan) überdacht. Dieser Aufbau spiegelt sich auch auf der Parkseite. Der parkseitige Altan ist durch einen Sockel erhöht. Die Porphyrsäulen beider Altane enden in Blattkapitellen. Über dem Haupteingang befindet sich ein Stuckornament mit dem Wappen des Erbauers Curt von Auenmüller. Die massive Eichentür ist nicht erhalten. Zur Straßenseite wird das Gebäude von zwei Ecktürmen mit oktogonalem Grundriss eingerahmt. Die Fassade ist reich mit Stuckaturen, Simsen und Zinnen der englischen Tudorgotik verziert. Das Obergeschoss wird mit einem umlaufenden Bogenfries abgeschlossen. Der Bau besteht vollständig aus Ziegelmauerwerk mit Putzfassade, und der Sockel ist mit Naturstein verkleidet. Das Schloss war mit einer hochmodernen Warmluftheizung ausgestattet. Der Heizungskeller mit Stahltür ist erhalten. Die vier Lüftungsschächte der Heizungsanlage sind im Innenbereich durch schräg vorgesetztes Mauerwerk verkleidet, in welches auch die Deckenbalken integriert waren. Außen mündeten die Lüftungsschächte in türmchenartigen Aufbauten. Die Dachrinne befindet sich verdeckt hinter dem Gesims mit Zinnenaufbau. Die Fallrohre sind für den Betrachter verborgen in das Mauerwerk integriert und stören so das architektonische Gesamtbild nicht. Der untere Treppenlauf mit Marmorstufen ist teilweise erhalten. Die dreiläufige hölzerne E-Treppe mit Halbpodest ist nicht erhalten. Im Eingangsbereich und auf Höhe des Halbpodestes befinden sich Reste später eingebauter Zellen, deren Funktion nicht eindeutig geklärt ist. Die Fenster waren mit hölzernen Jalousien ausgestattet. Ein großer Teil des historischen Gewölbekellers ist erhalten. Es handelt sich um ein gemauertes Tonnengewölbe. Das Gelände wird zur Straße durch einen gusseisernen Zaun mit zinnenbekrönten Steinsäulen und großem Eingangstor abgegrenzt. Das zweiflüglige Eingangstor ist vollständig erhalten, ein Großteil der Zaunelemente fehlt jedoch.

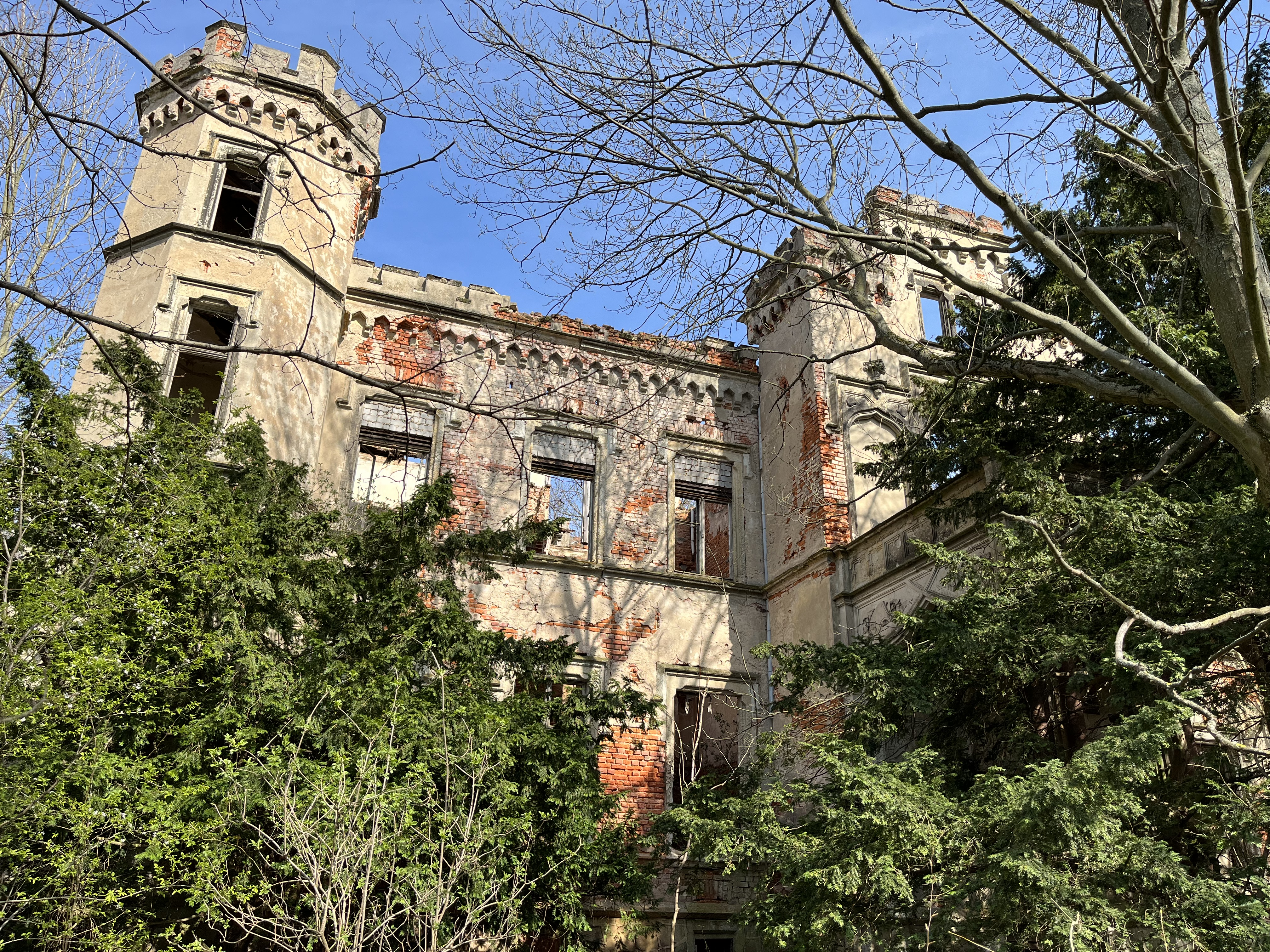
Verwachsene Eingangsfront mit vorgelagertem Treppenhaus und oktogonalem Eckturm.
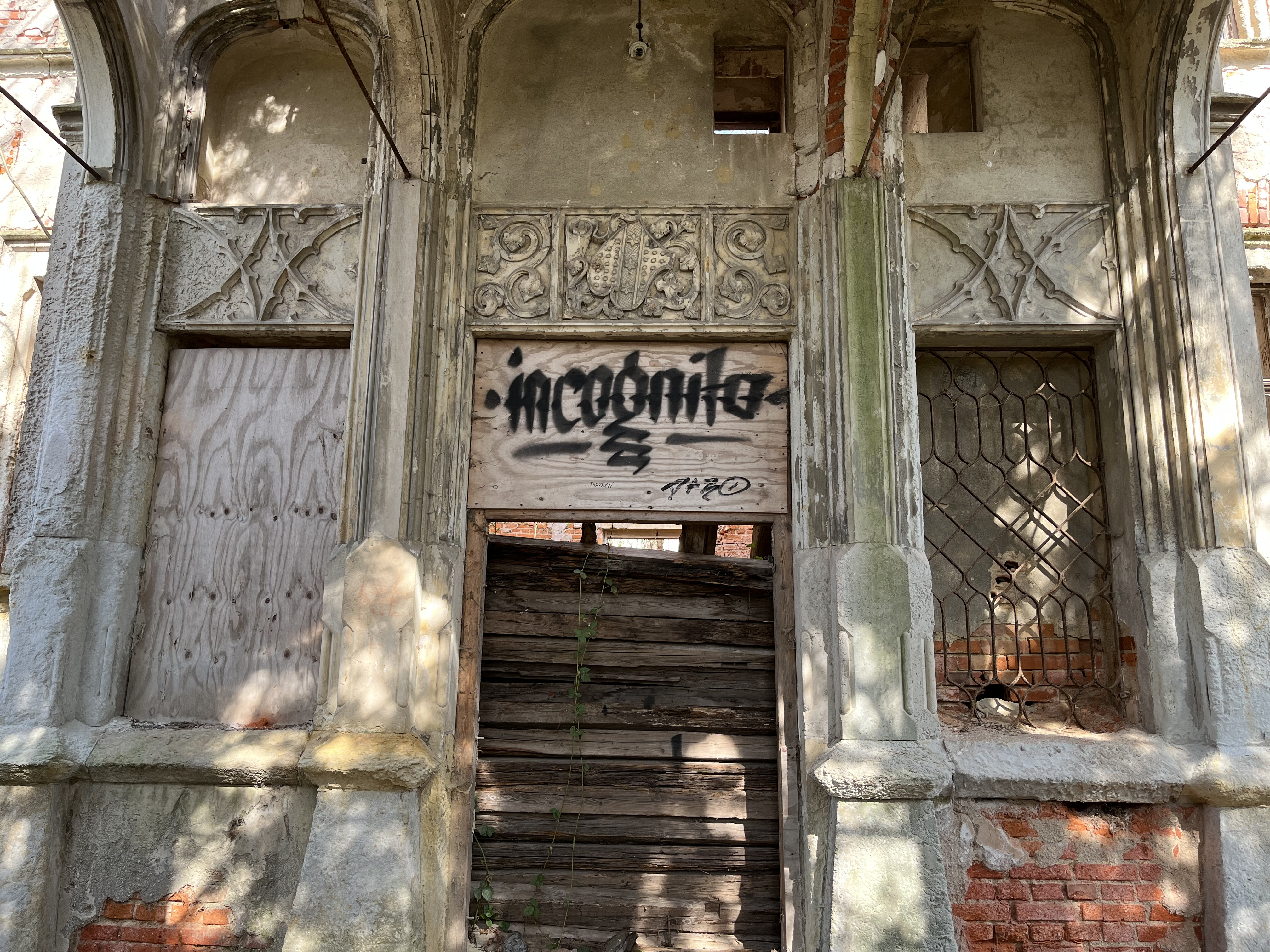
Eingang mit neogotischen Elementen und dem Wappen der Familie von Auenmüller.
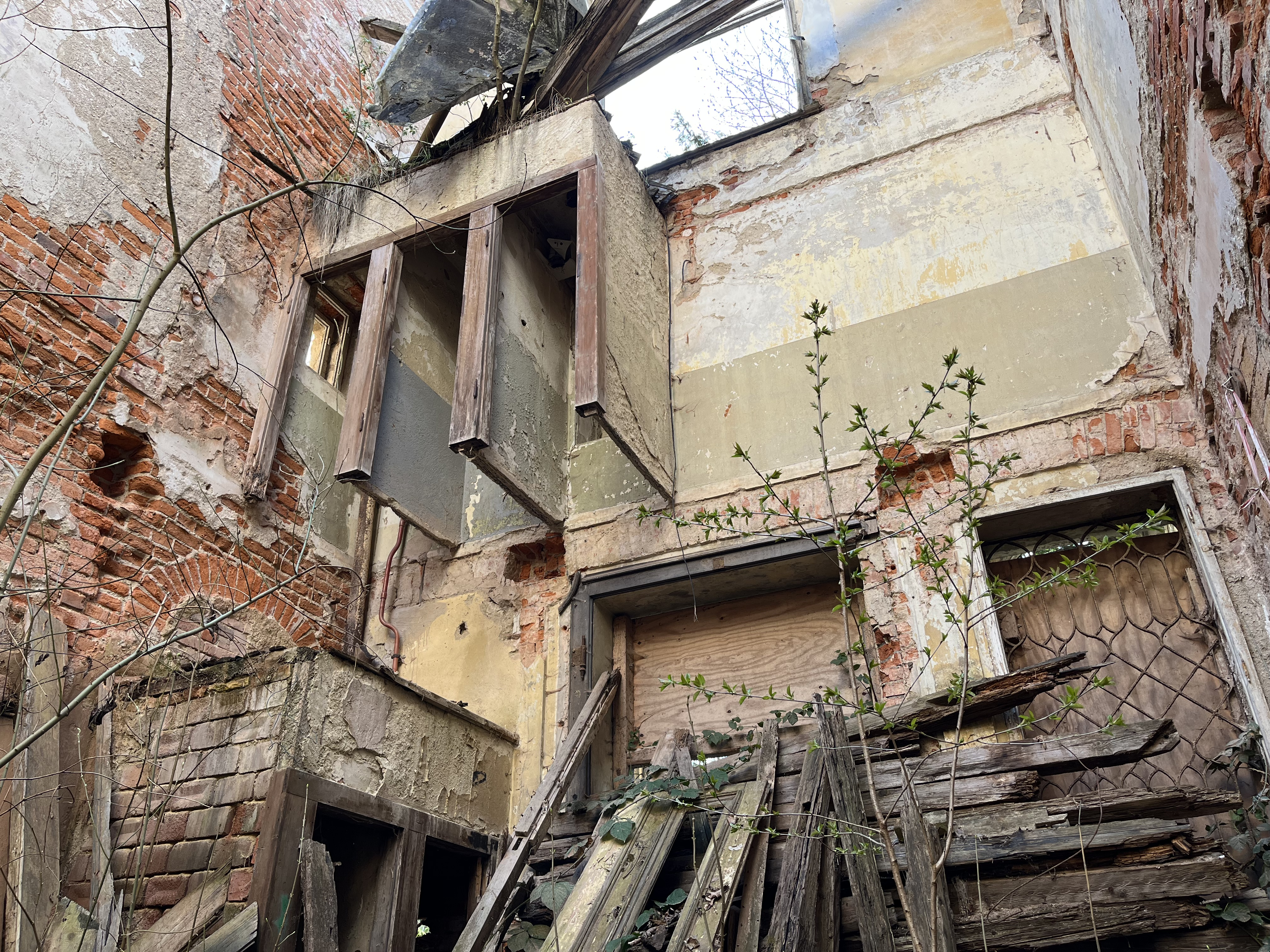
Treppenhaus
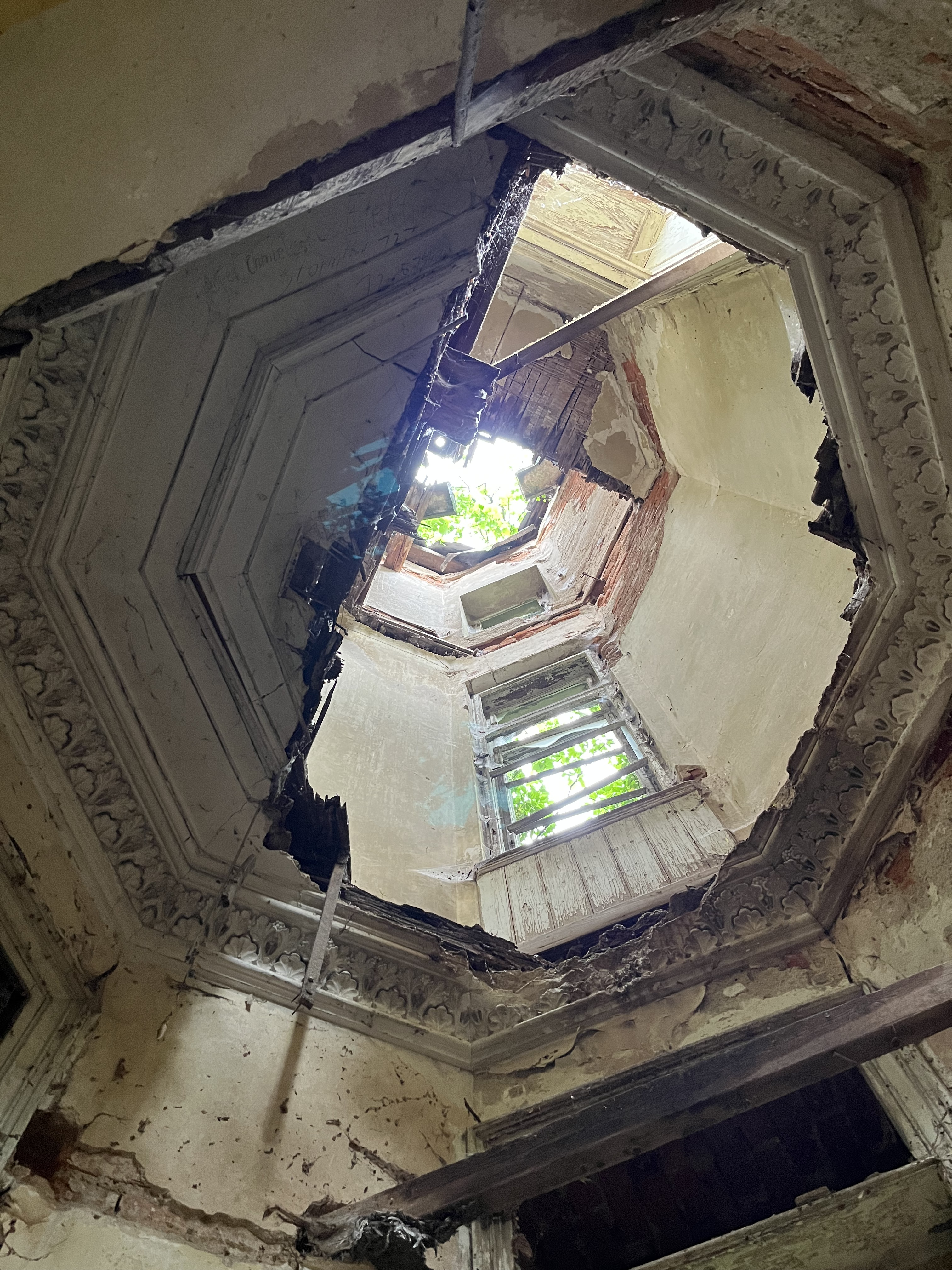
Reste der Stuckaturen im Innenbereich des Eckturms.
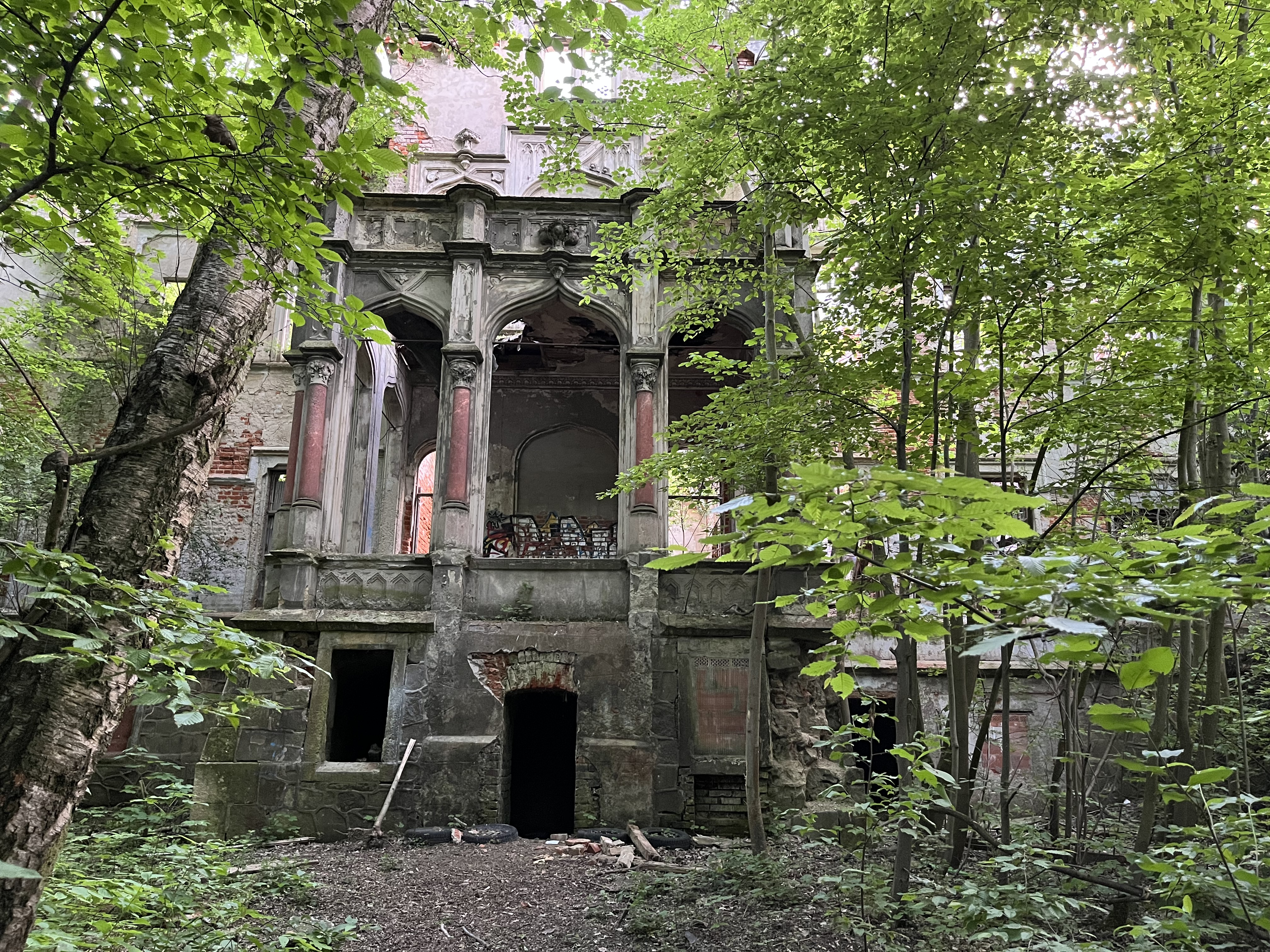
Altan der Parkseite mit Porphyrsäulen
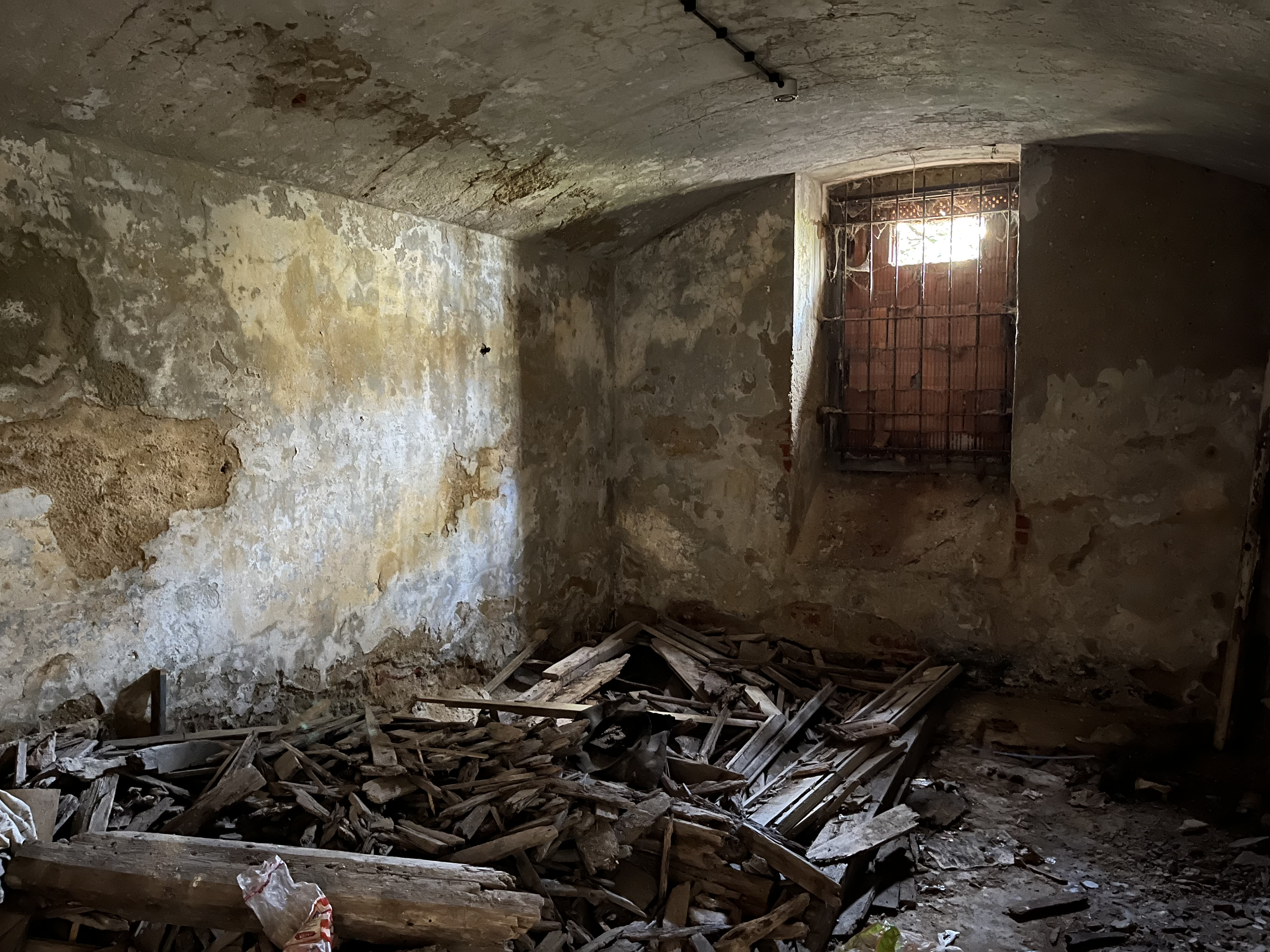
Tonnengewölbe des Schlosskellers
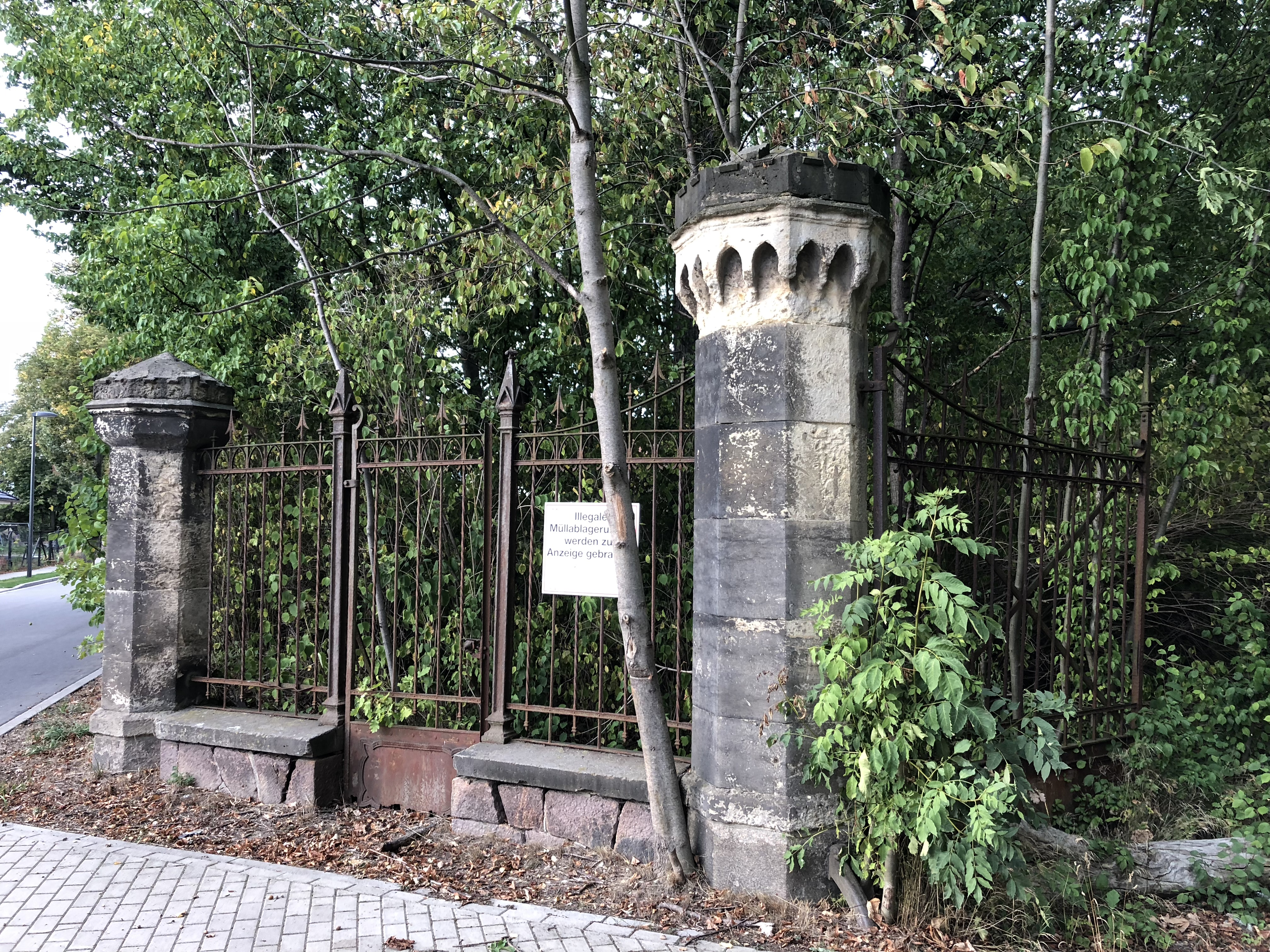
Gusseiserner Zaun und Steinsäule mit Bogenfries,  die den linken Torflügel trägt

## Geschichte

### Rittergut Thierbach

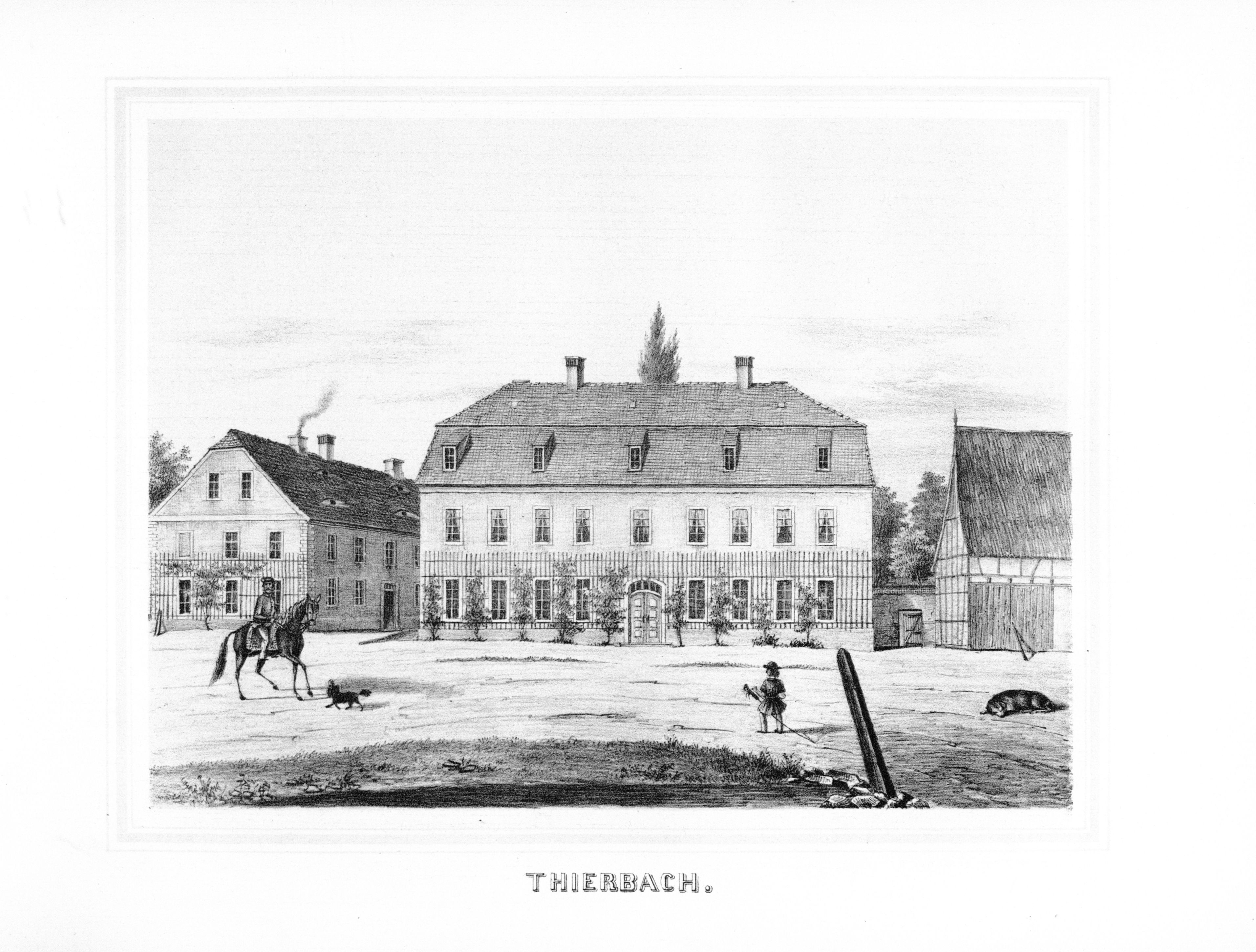
Rittergut Thierbach

Der Herrensitz ist unter Heinrich von Thierbach 1277 erstmals erwähnt. Später war Thierbach im Besitz der Herren von Kitzscher. Diese hatten ihr Stammschloss im Nachbarort Kitzscher (nach dem Zweiten Weltkrieg abgerissen, heute nur noch ein Nebengebäude erhalten). Unter den Herren von Kitzscher erfolgte 1548 die Aufwertung des Herrensitzes Thierbach zum Rittergut. Wolf Christoph von Kitzscher wird als Gutsbesitzer erwähnt. 1645 fiel das Rittergut an Christoph und Carl von Kitzscher auf Zöpen und Kesselshain. Diese verkauften das Rittergut 1650 an Heinrich (genannt Cramer) von Claußbruch, ihm folgten sein Sohn und sein Enkel. Heinrich von Claußbruch war nach dem Dreißigjährigen Krieg für den Wiederaufbau von Thierbach einschließlich dem Rittergut verantwortlich. Das Rittergutshaus wurde schlossähnlich mit Mansarddach neu aufgebaut. Von dem ursprünglichen älteren Bau sind keine Spuren mehr erhalten. Im 18. und 19. Jahrhundert kam es zu mehrfachen Besitzerwechseln. Um 1730 wurde das Rittergut an Tobias Ludolph von Zehmen verkauft, danach 1781 an Familie Nostitz-Rothenburg. Carl Heinrich Adolph von Nostitz wird als Besitzer des Ritterguts und Gerichtsherr in Thierbach erwähnt. Unter ihm erlangte das Rittergut auch die Schriftsässigkeit. Er verkaufte das Rittergut 1842 an Carl Wilhelm Martin. Mit der Familie Martin, Anger und Thilo war das Rittergut im 19. Jahrhundert kurzzeitig in bürgerlichem Besitz. Schließlich kaufte es 1888 Julius Emmrich Curt von Auenmüller. Nach dem Zweiten Weltkrieg wurde das Rittergut im Rahmen der Bodenreform in der Sowjetischen Besatzungszone enteignet. Die Größe betrug 256 ha. Das amtsässige Rittergut unterstand dem Amt Borna. Das Erbgericht war mit dem Rittergut verbunden. Die Gerichtsbarkeit wurde 1849 an das Justizamt Borna abgetreten.

### Schloss Thierbach
Das heutige Schloss Thierbach wurde im Jahr 1888 durch die Familie von Auenmüller unweit vom Rittergut neu erbaut. Der letzte Besitzer aus der Familie von Auenmüller war Conrad von Auenmüller. 1941 wurde es an die ASW Espenhain verkauft und als Wohnunterkunft für Werksdirektoren genutzt. Nach dem Zweiten Weltkrieg diente es als Unterkunft für Umsiedler. In der DDR wurden Wohnungen im Schloss eingerichtet. Seit circa 1980 stand das Schloss leer und begann zu verfallen. Nach der Wiedervereinigung kaufte der Leipziger Unternehmer Reinhard Rade das Gelände mit dem Schloss von der LMBV, ließ die Gebäude jedoch weiter verfallen. Neben Witterung tragen Vandalismus und illegale Müllablagerung zum Verfall bei.

## Familie von Auenmüller

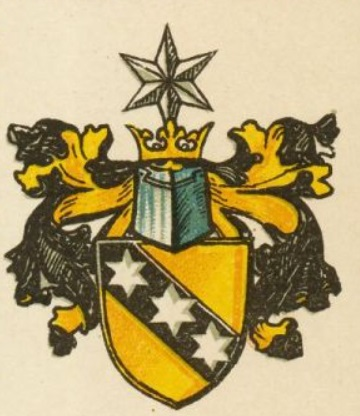
Wappen von Auenmüller

Stammvater der Familie von Auenmüller ist August Wilhelm Auenmüller. Er war kursächsischer Major der Kavallerie und wurde als Kapitän am 8. April 1806 durch Kaiser Franz II. in den Reichsadelsstand erhoben. 1807 wurde dieser in Sachsen anerkannt. August Wilhelm von Auenmüller wird 1812 als Kreiskommissar in Herzberg erwähnt. Am 9. April 1815 verstarb er.
Ein Nachfahre, Julius von Auenmüller war Königlich Sächsischer Oberpostrath und geheimer Finanzrat. Sein Sohn Julius Emmrich Curt von Auenmüller wurde am 5. Februar 1860 in Leipzig geboren. Curt von Auenmüller war der spätere Rittergutsbesitzer in Thierbach und Erbauer von Schloss Thierbach. Er hatte den Dienstgrad eines Rittmeisters und war auch Vorstand des Landwirtschaftlichen Vereins. 1904 heiratet er die Tochter des Kreishauptmanns in Zwickau, Johanna Hedwig Emilie Forker Schubauer. Mit ihr hatte er drei Kinder: Johanna Charlotte Elisabeth (geb. 1904), August Wilhelm Conrad (geb. 1906) und Juliane Katharina Sophia (geb. 1910). Curt von Auenmüller verstarb 1936 im Alter von 76 Jahren und wurde auf dem Friedhof in Thierbach beigesetzt. Das Grab ist heute noch vorhanden. Seine Frau und eine Tochter kamen beim Bombenangriff auf Dresden ums Leben.
Sein Sohn Conrad von Auenmüller studierte Landwirtschaft und übernahm das Rittergut. Er hatte drei Kinder: Harald, Eberhard und Jutta. Nach dem Zweiten Weltkrieg musste Conrad von Auenmüller nach Westdeutschland fliehen und verstarb dort 1992.

## Galerie

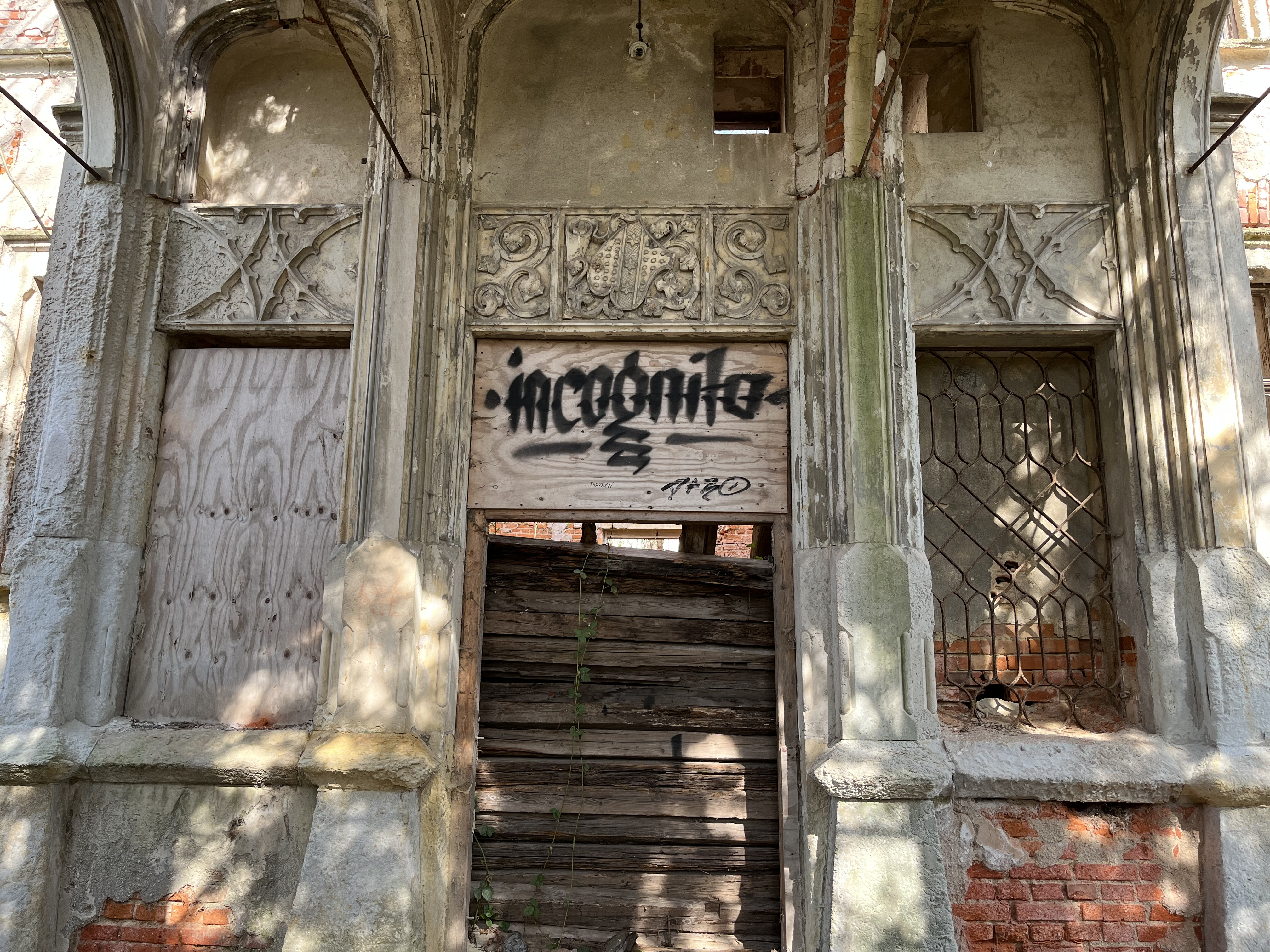
Wappen der Familie v. Auenmüller über der Eingangstür
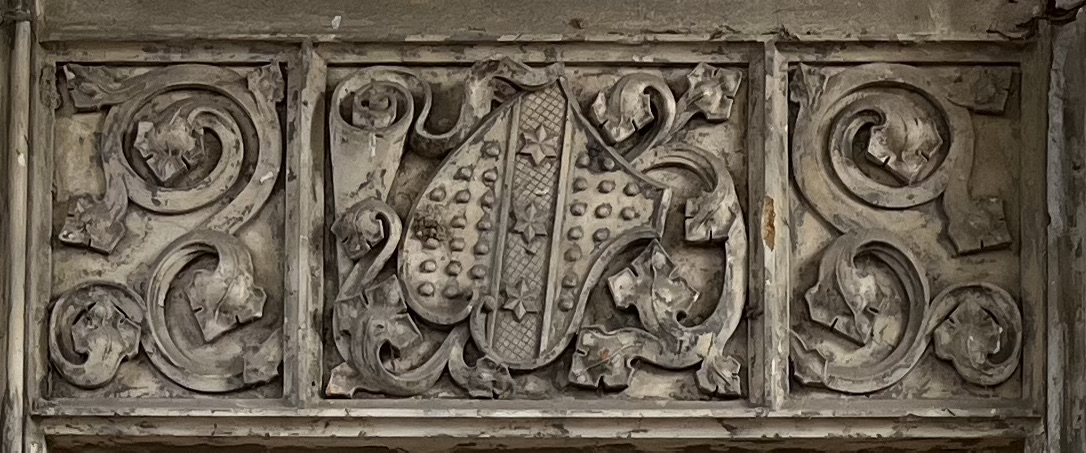
Detailansicht: Relief mit Wappen von Auenmüller
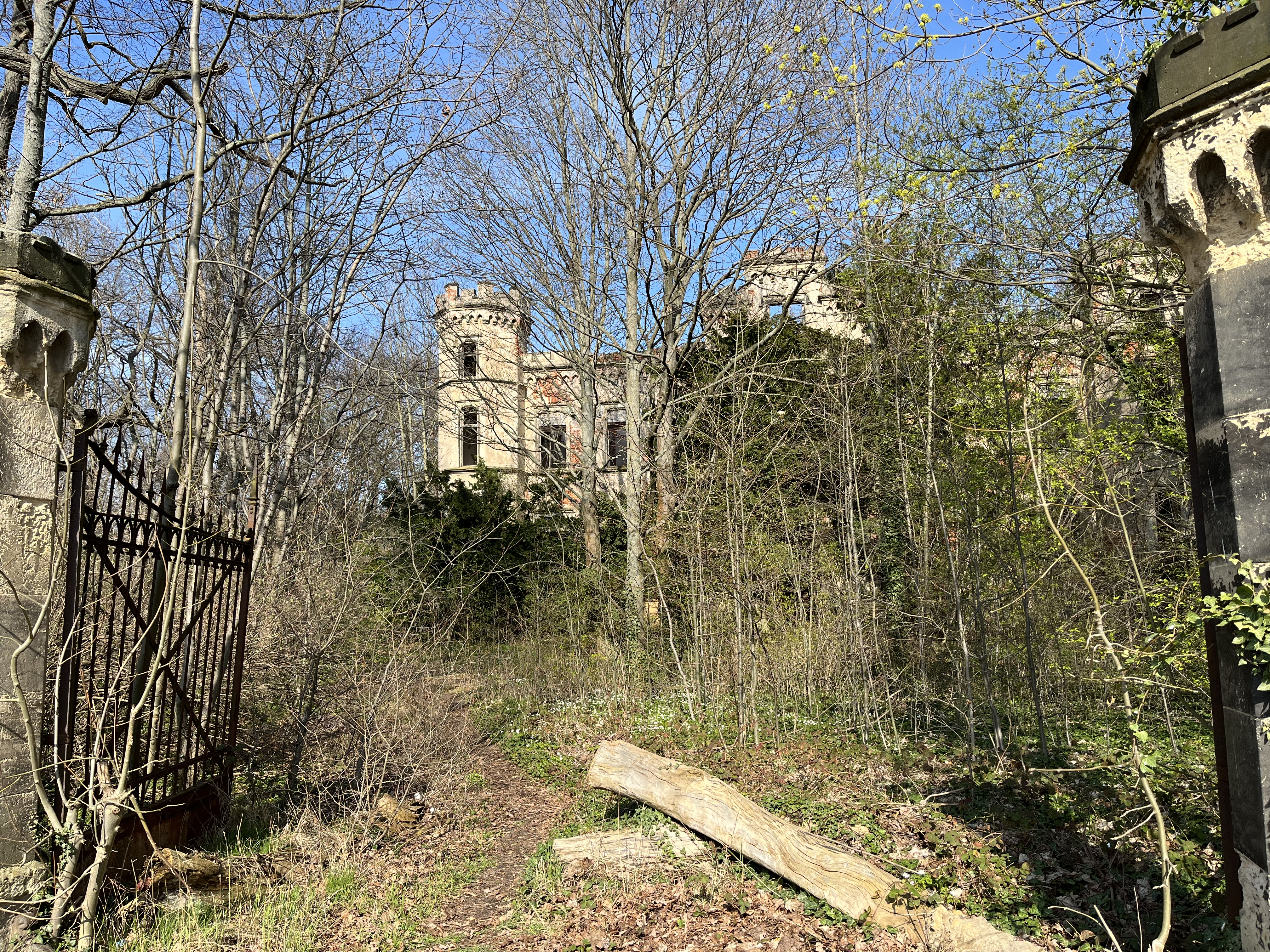
Ansicht der Hauptfront mit Toreinfahrt
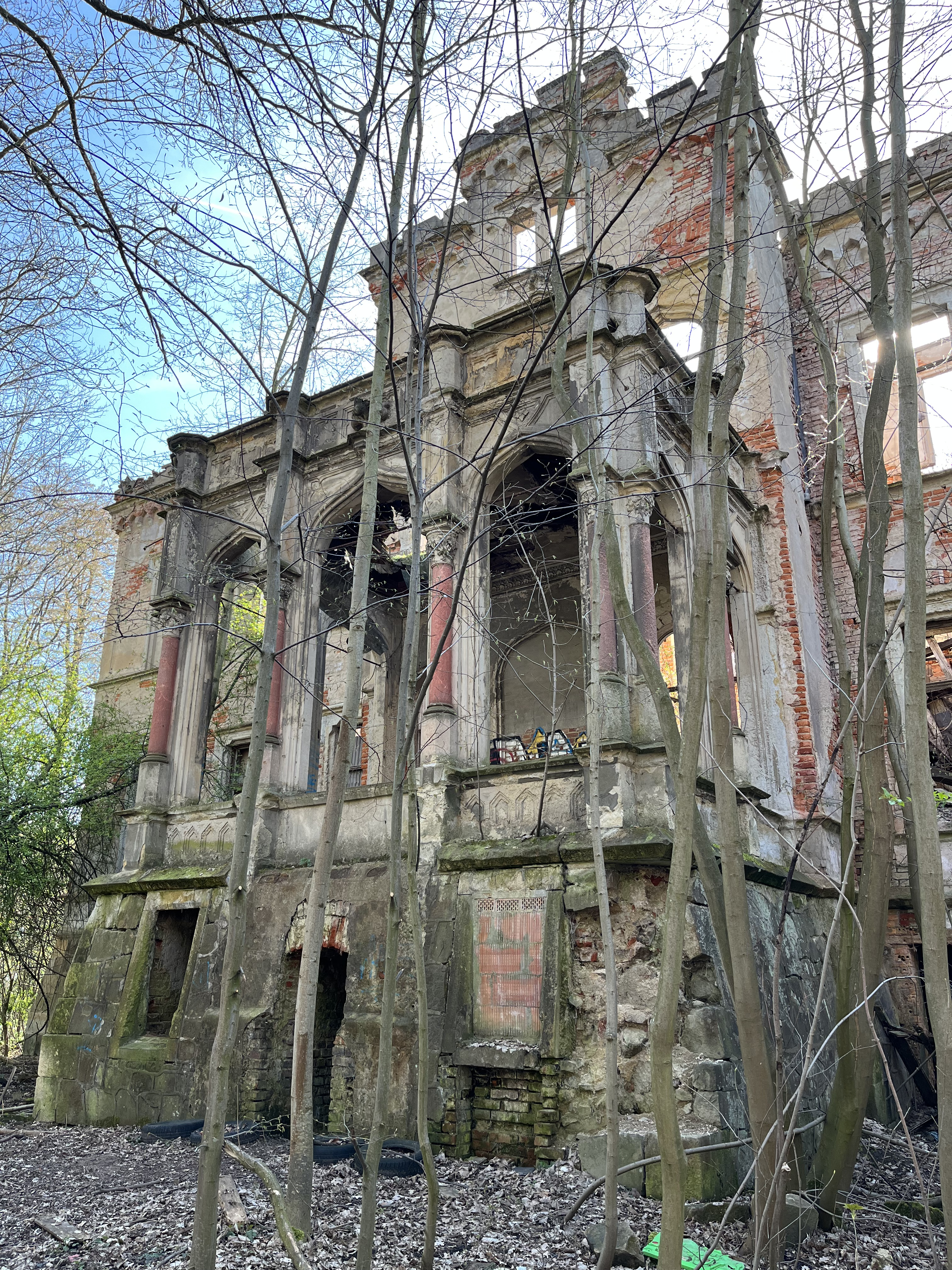
Ansicht der Parkseite
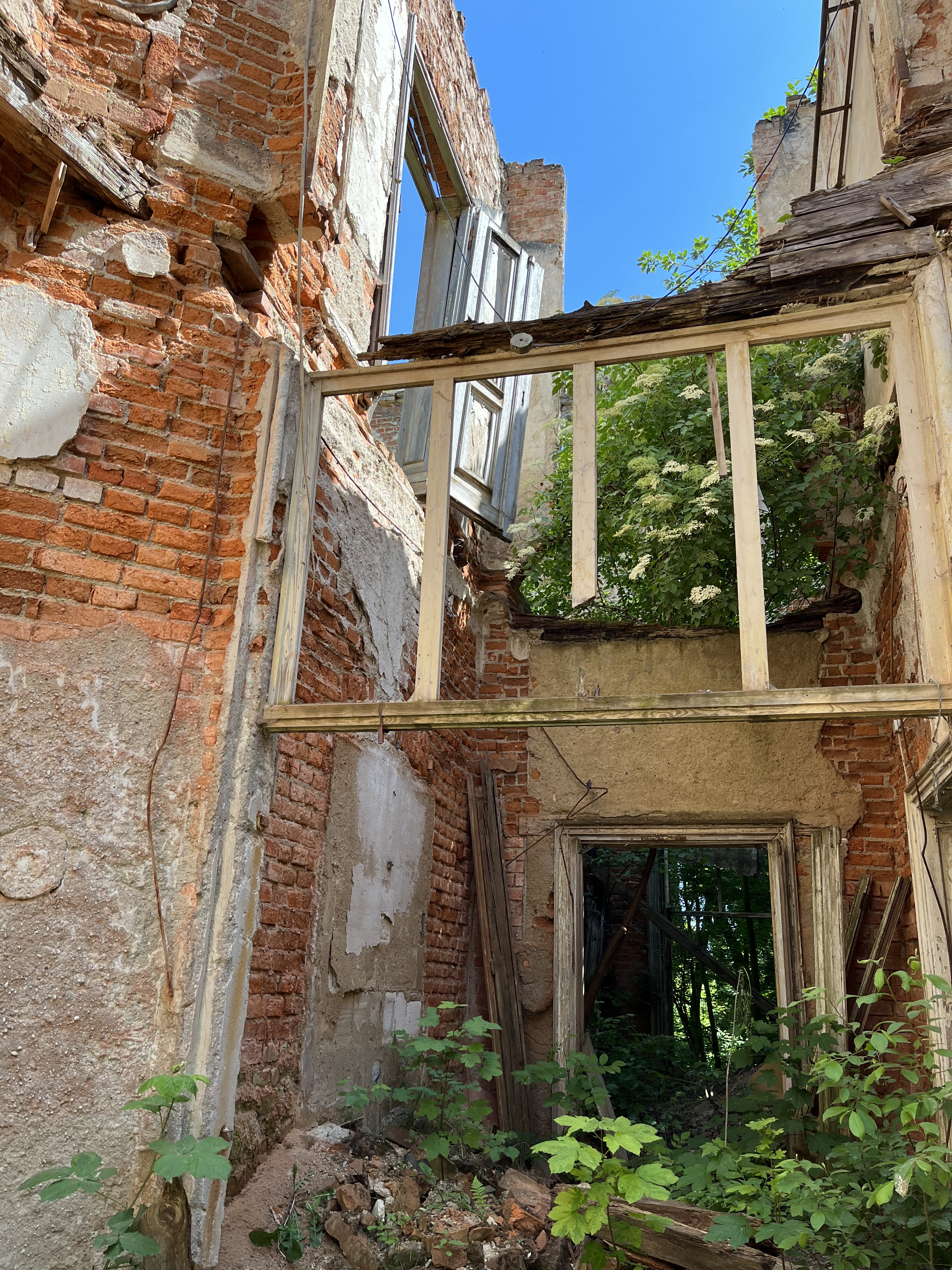
Innenbereich der Ruine: Dach und Zwischendecken sind eingestürzt
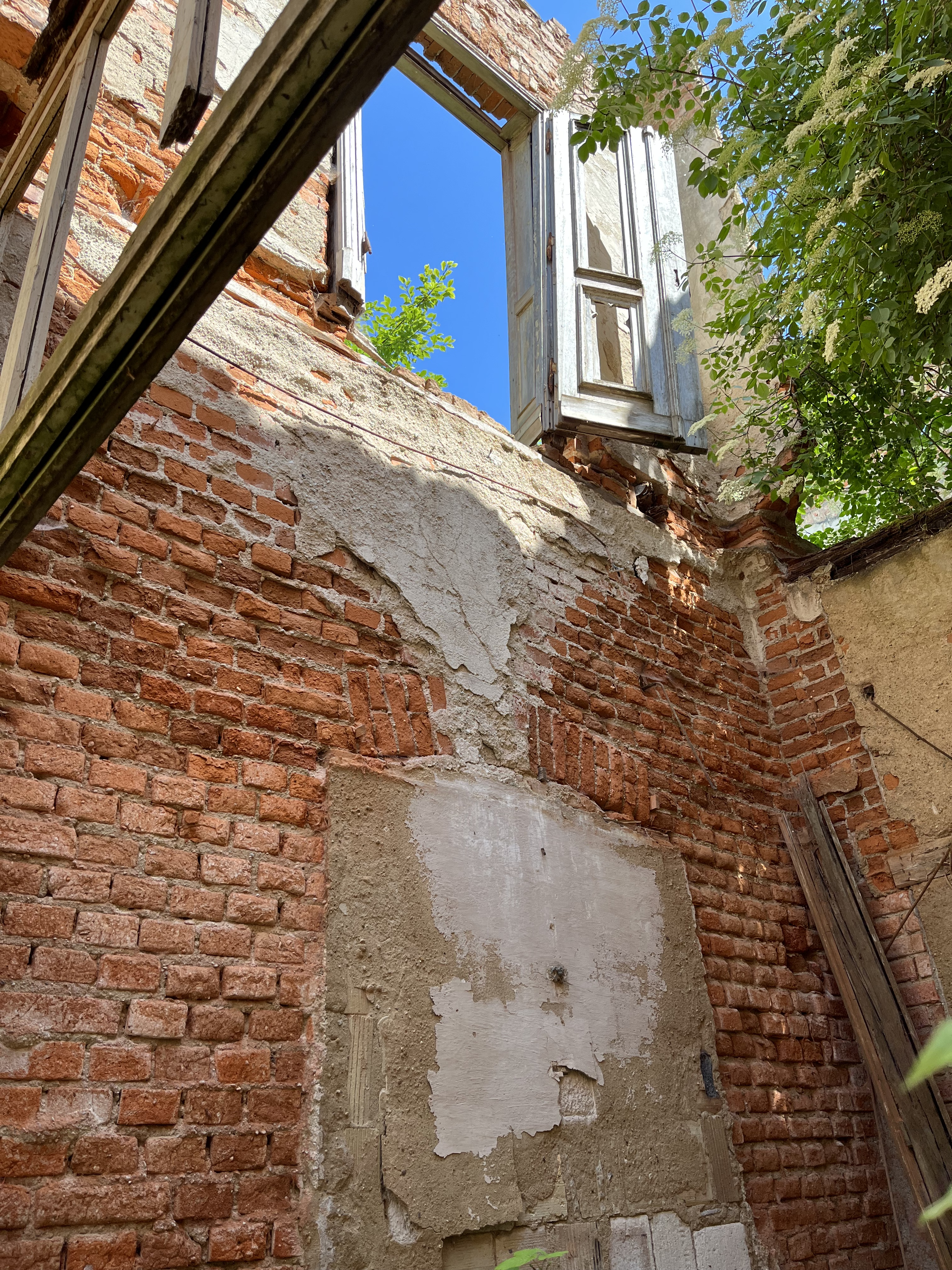
Reste einer Tür im Obergeschoss
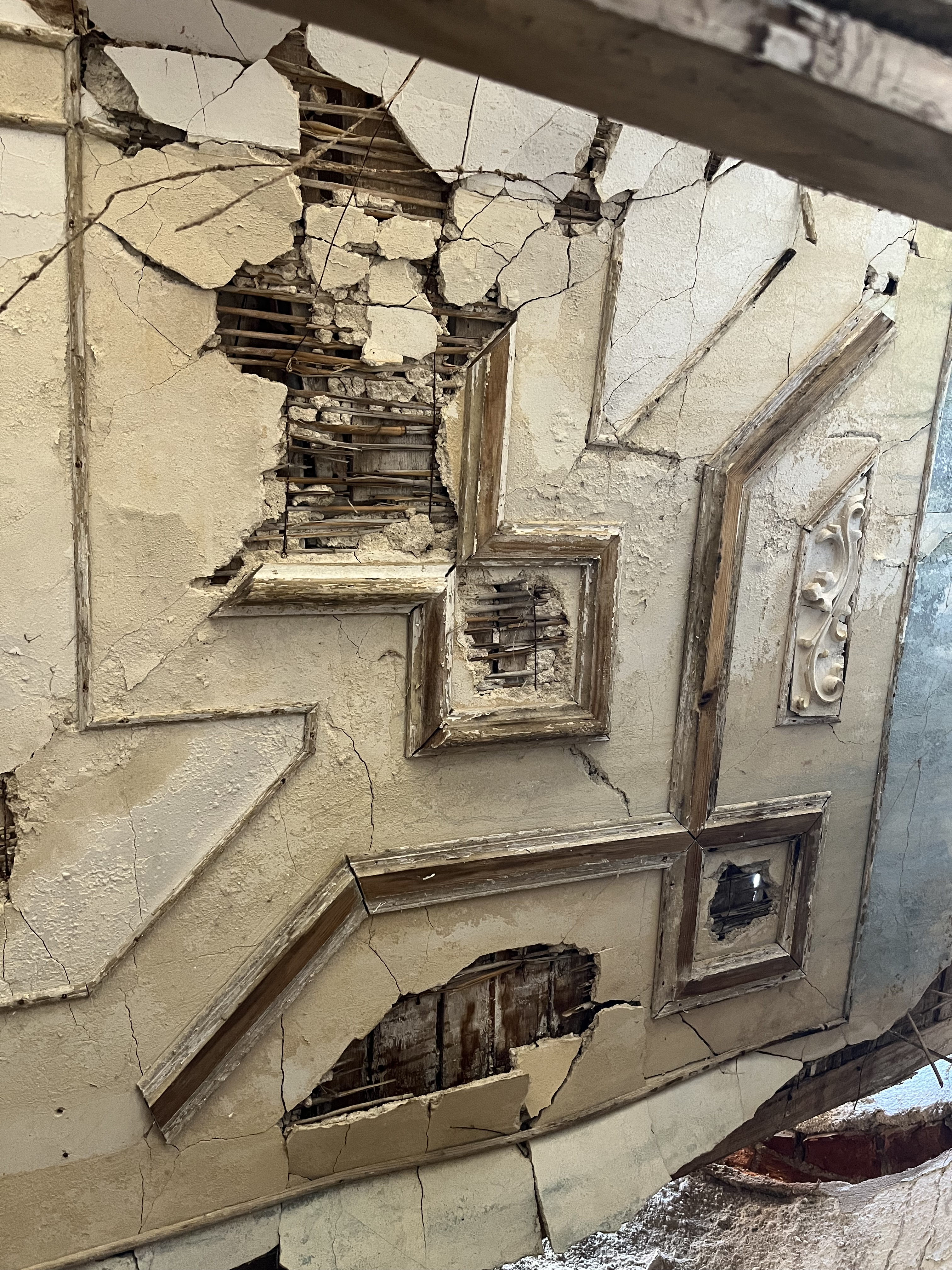
Reste einer Stuckdecke
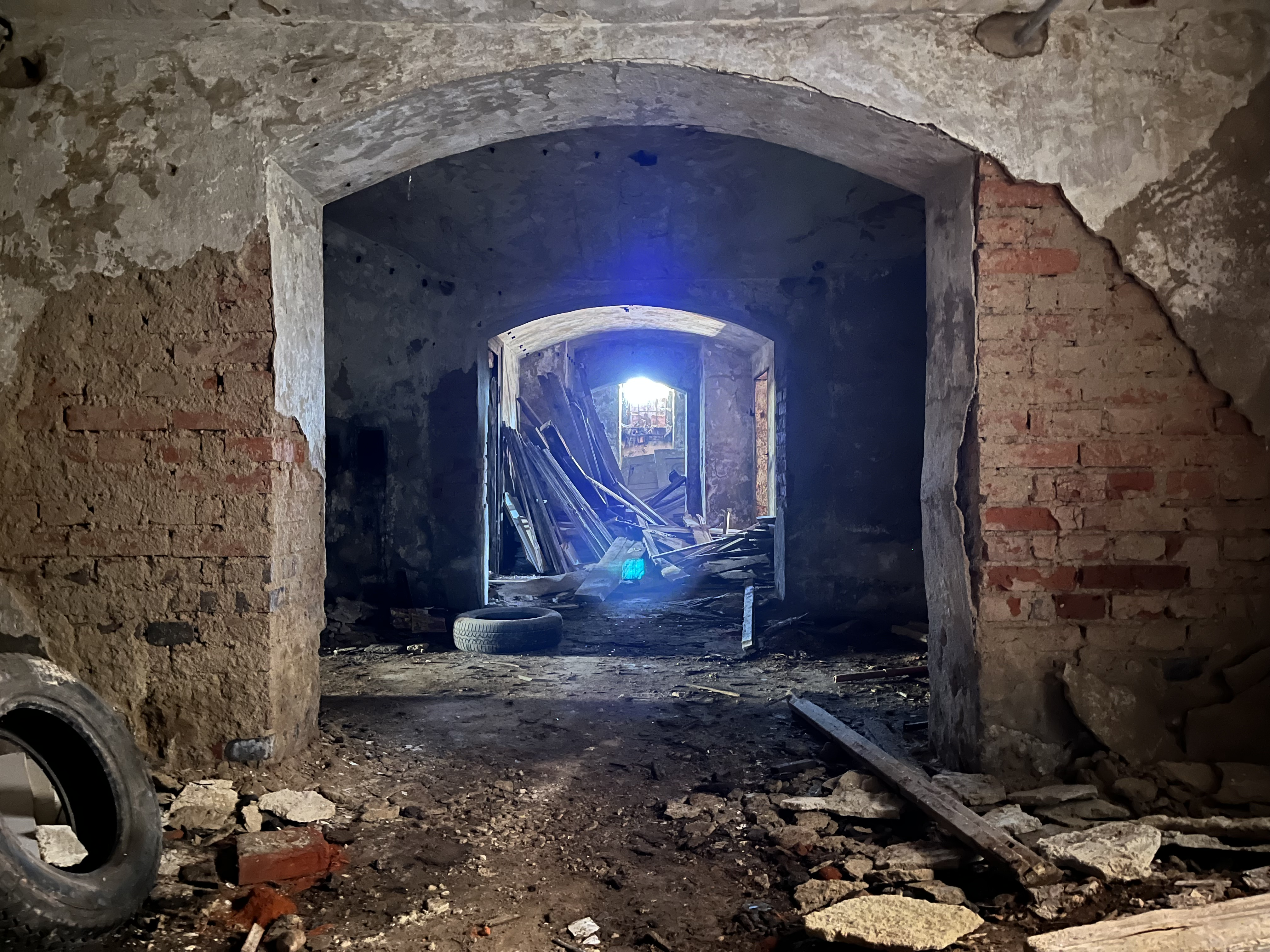
Ein Großteil des historischen Schlosskellers ist erhalten.
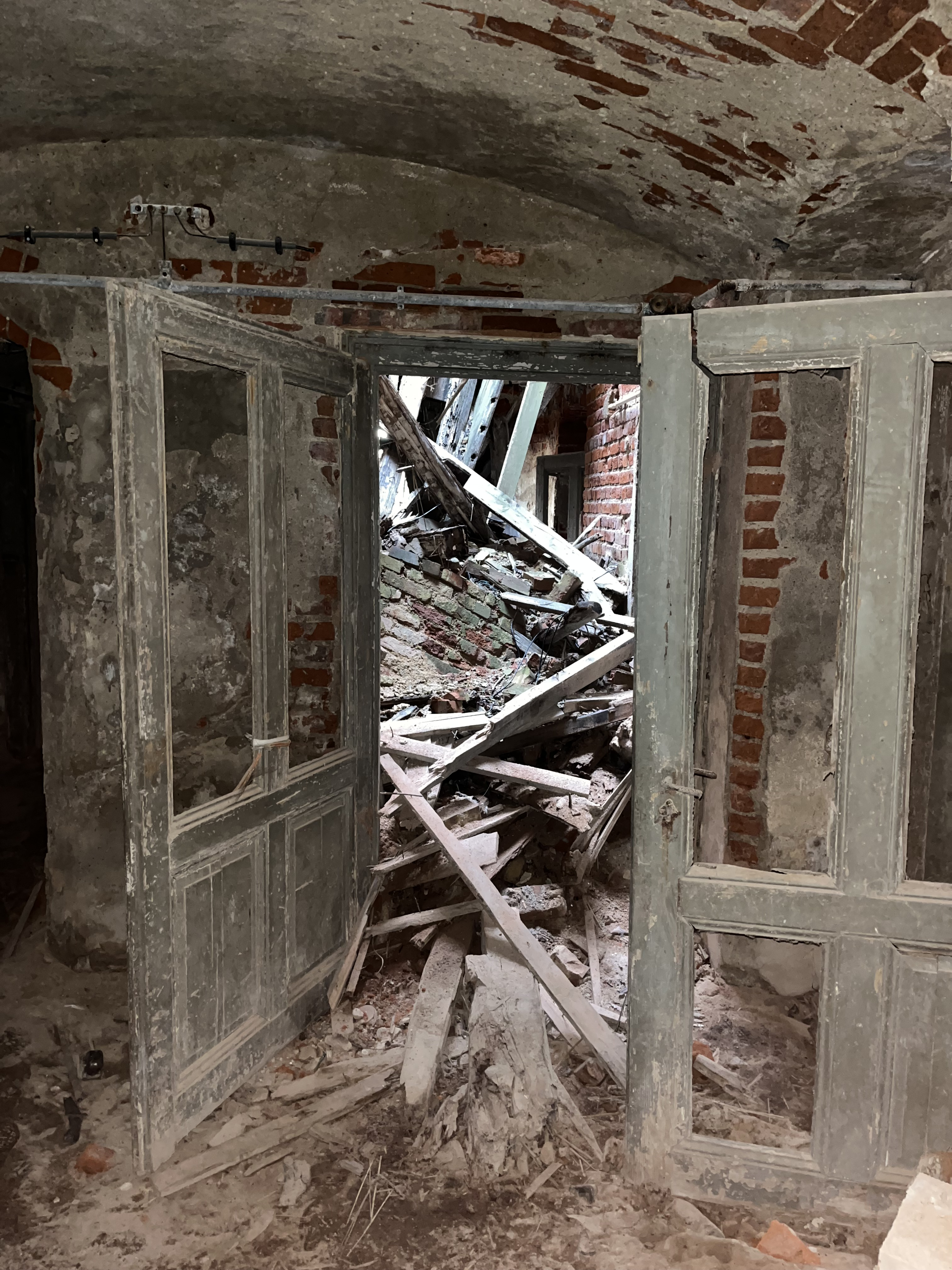
Originale Türen im Schlosskeller
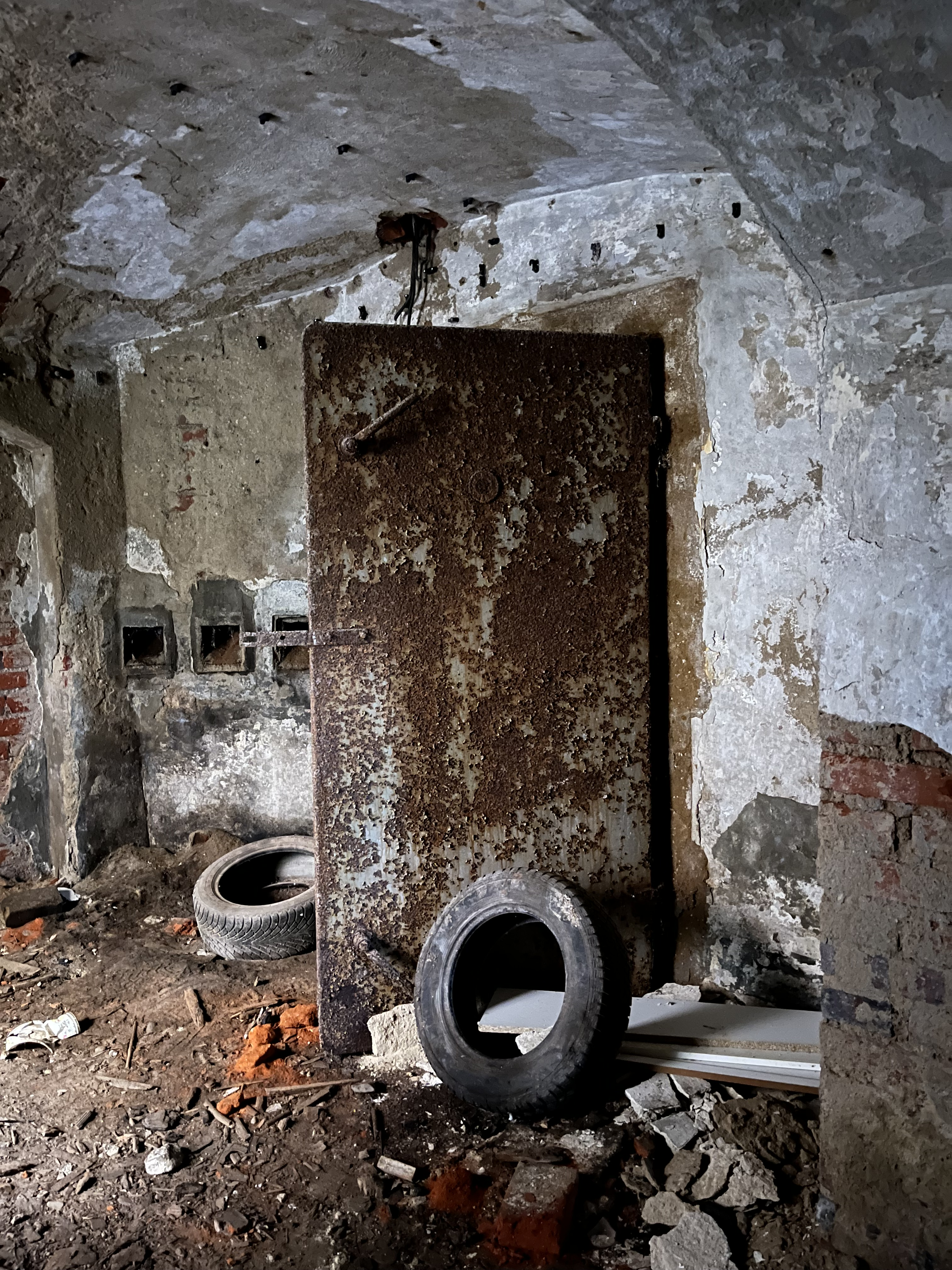
Stahltür im Schlosskeller
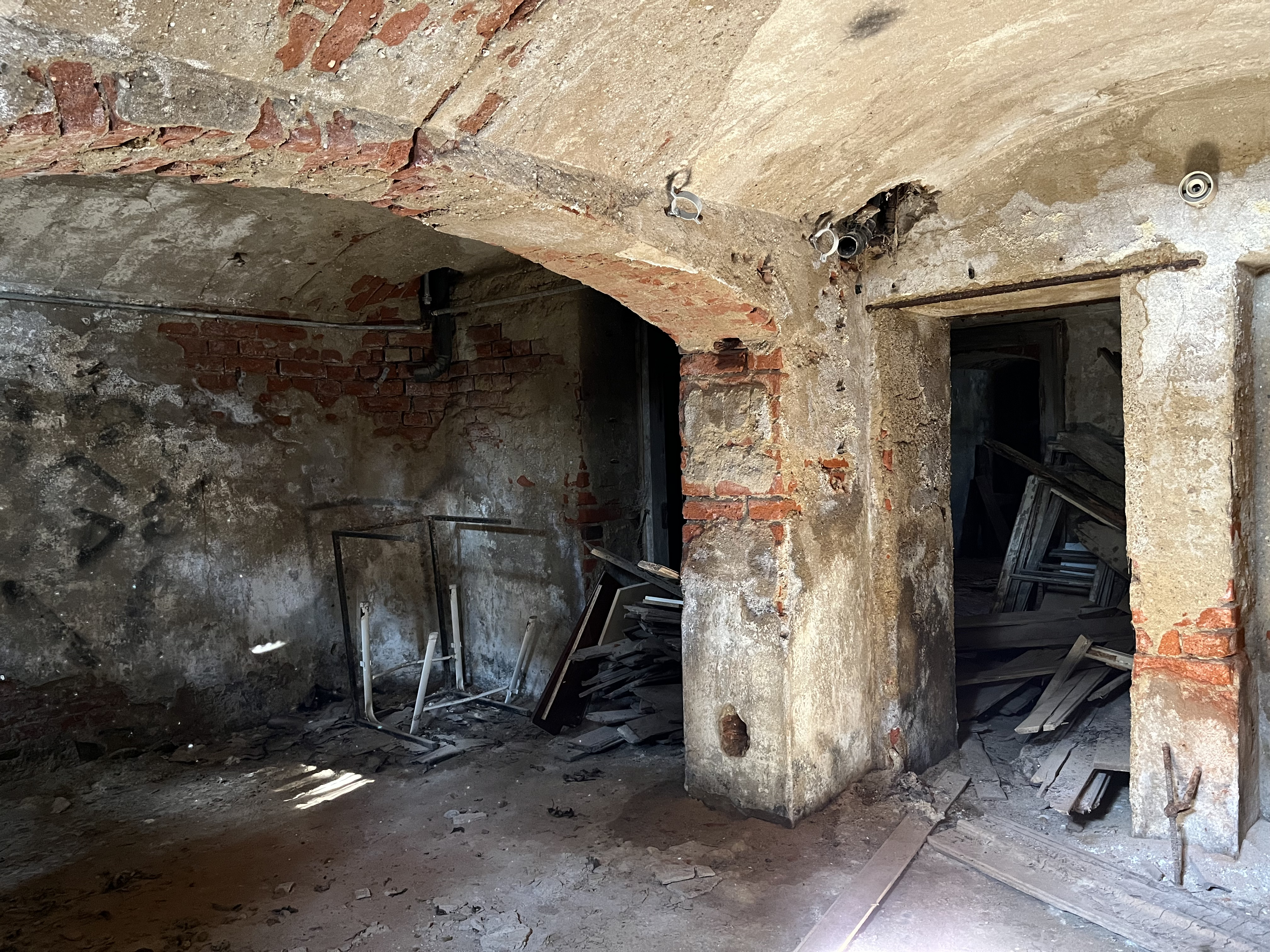
Kellerraum im Schlosskeller
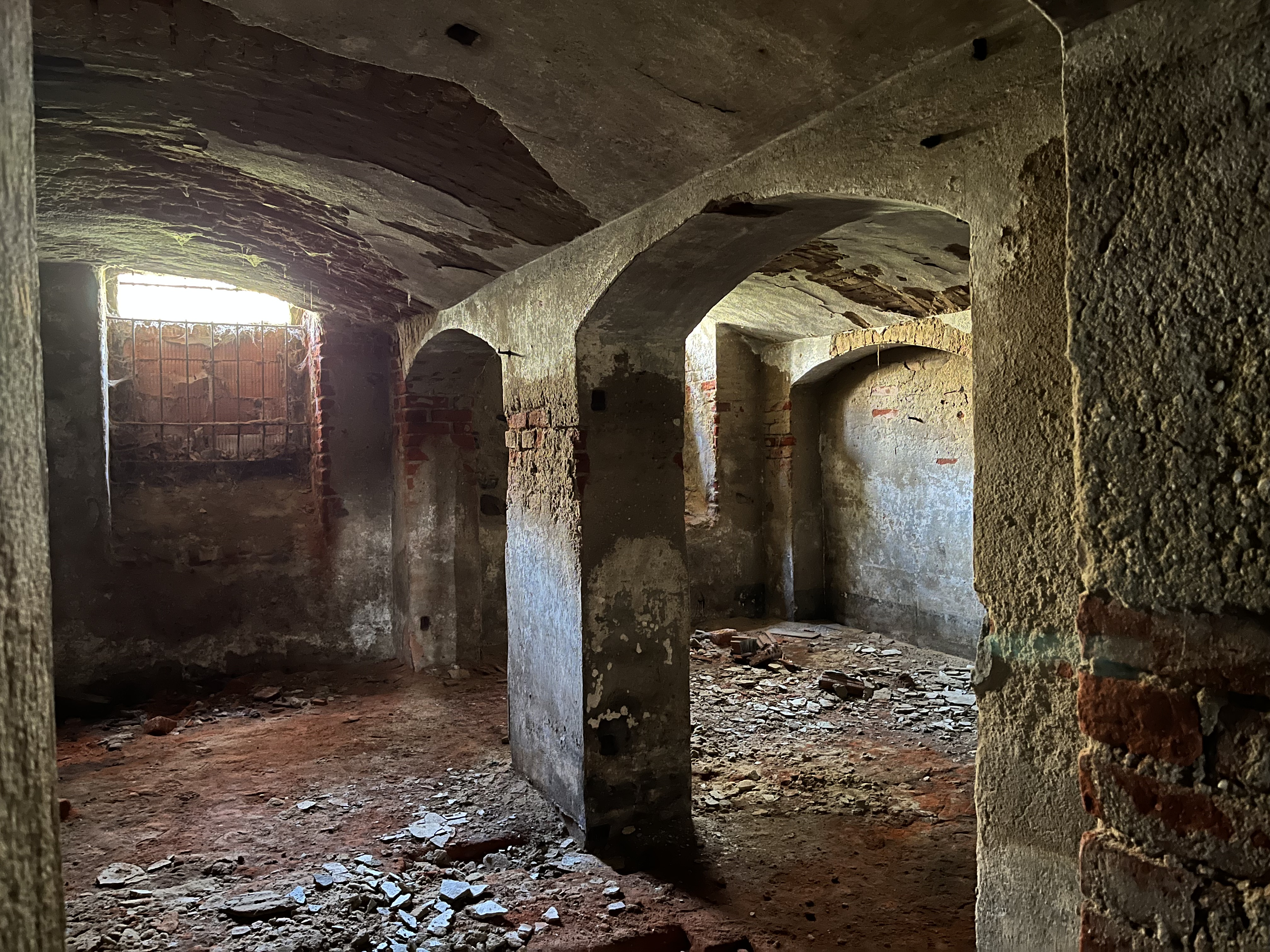
Weiterer Kellerraum
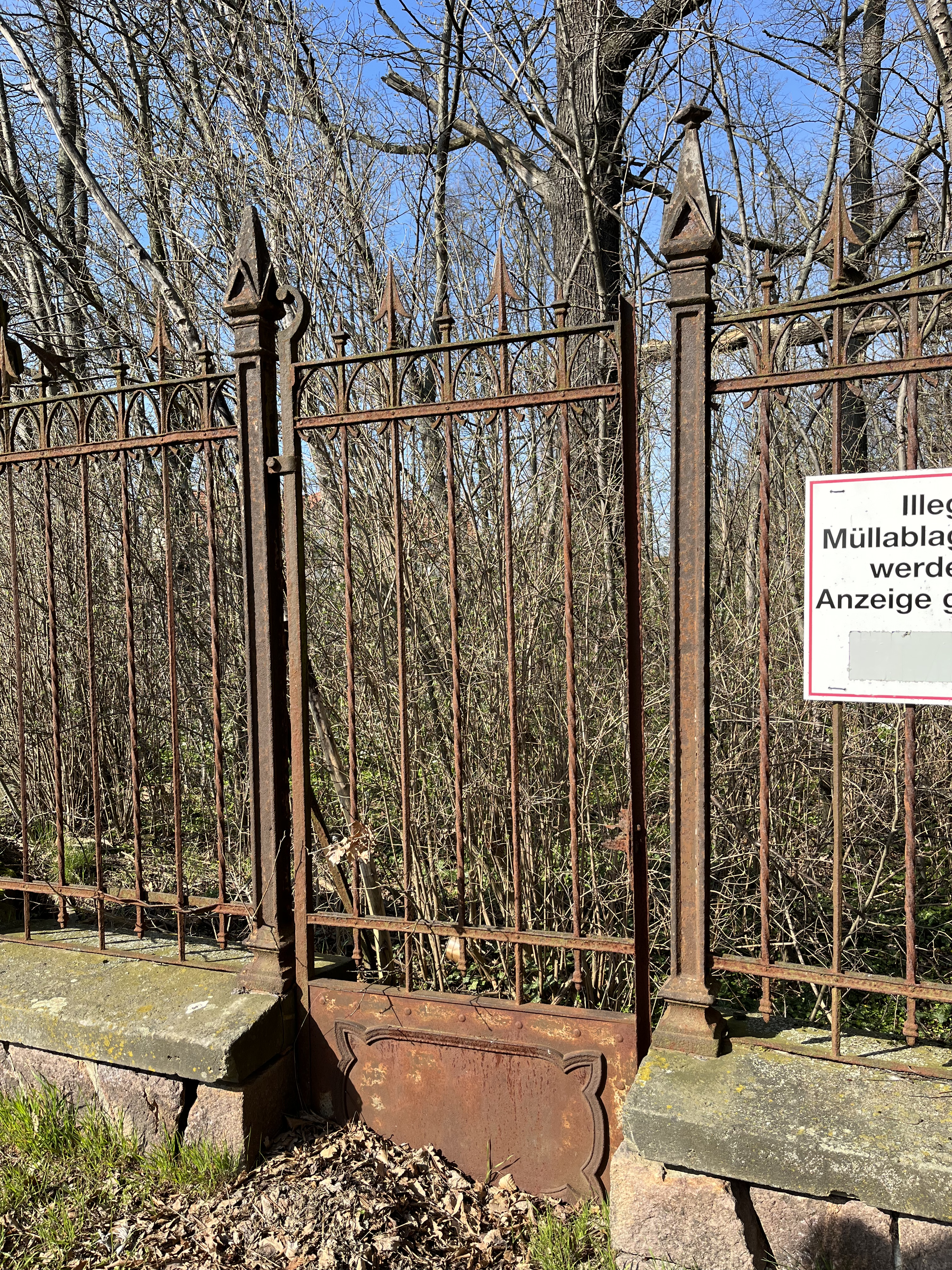
Gusseiserner Zaun mit Tür